# Nguyễn Văn Man
Nguyễn Văn Man (12 tháng 1 năm 1966 – 13 tháng 10 năm 2020) là một tướng lĩnh Quân đội nhân dân Việt Nam, cấp bậc Thiếu tướng, và là chính trị gia người Việt Nam. Tại thời điểm mất, ông giữ chức vụ Phó Tư lệnh Quân khu 4, Quân đội nhân dân Việt Nam, Đại biểu quốc hội Việt Nam khóa 14 thuộc đoàn đại biểu quốc hội tỉnh Quảng Bình, Ủy viên Ủy ban Quốc phòng và An ninh của Quốc hội khóa 14. Ông nguyên là Chỉ huy trưởng Bộ Chỉ huy quân sự tỉnh Quảng Bình, nguyên Ủy viên Ban Thường vụ Tỉnh ủy Quảng Bình.

## Xuất thân
Nguyễn Văn Man sinh ngày 12 tháng 1 năm 1966, quê quán ở phường Nam Lý, thành phố Đồng Hới, tỉnh Quảng Bình. Ông là con út trong gia đình có 6 anh em trai. Trước khi mất, ông cư trú ở Tổ dân phố 9, Phường Nam Lý, thành phố Đồng Hới, tỉnh Quảng Bình.

## Sự nghiệp
Nguyễn Văn Man nhập ngũ từ tháng 8 năm 1985 và trở thành chiến sĩ Tiểu đoàn 5 của Sư đoàn 441 thuộc Quân khu 4. Sau 8 tháng được đào tạo Tiểu đội trưởng thì đến tháng 9 năm 1986, ông được cử đi học tại Trường Sĩ quan Lục quân 2. Trong quá trình theo học sĩ quan, ông được kết nạp vào Đảng cộng sản Việt Nam ngày 28 tháng 11 năm 1988. Sau khi kết thúc việc học vào tháng 11 năm 1989, ông trở thành Trung đội trưởng thuộc Tiểu đoàn 1, Trung đoàn 1, Sư đoàn 2, Quân khu 5. Từ đây, ông lần lượt trải qua các vị trí như Đại đội phó Quân sự, Đại đội trưởng, Tiểu đoàn phó Quân sự tại Trung đoàn 1.
Đến tháng 9 năm 2000, ông tiếp tục học hoàn thiện đại học tại Trường Sĩ quan Lục quân 2. Sau khi ra trường vào tháng 3 năm 2002, ông đảm nhiệm Tiểu đoàn trưởng Tiểu đoàn 1 thuộc Trung đoàn 1. Từ năm 2004 đến 2006, ông được cử đi đào tạo cấp Trung đoàn, sư đoàn tại Học viện Lục quân. Sau khi hoàn thành việc học, ông lần lượt nhậm chức Trợ lý, Phó trưởng ban và Trưởng ban Tác huấn của Phòng Tham mưu thuộc Bộ Chỉ huy Quân sự tỉnh Quảng Bình.
Từ tháng 11 năm 2012, ông trải qua các vị trí như Trung đoàn trưởng Trung đoàn 996 thuộc Bộ Chỉ huy quân sự Quảng Bình, Chỉ huy trưởng Ban Chỉ huy quân sự thành phố Đồng Hới. Tháng 10 năm 2014, ông nhậm chức Phó Chỉ huy trưởng, kiêm Tham mưu trưởng Bộ Chỉ huy quân sự tỉnh Quảng Bình; và đến tháng 3 năm 2015 thì thăng chức làm Chỉ huy trưởng.
Từ tháng 9 năm 2016 đến tháng 7 năm 2018, ông lần lượt được cử đi học Cao cấp lý luận chính trị tại Học viện Chính trị và đào tạo cao cấp Quân sự địa phương tại Học viện Quốc phòng.
Ngày 20 tháng 5 năm 2019, Thủ tướng Chính phủ Nguyễn Xuân Phúc có Quyết định số 593/QĐ-TTg về việc bổ nhiệm Đại tá Nguyễn Văn Man, Chỉ huy trưởng Bộ CHQS tỉnh Quảng Bình giữ chức Phó Tư lệnh Quân khu 4, Quân đội nhân dân Việt Nam.
Ngày 24 tháng 6 năm 2019, ông bàn giao chức trách, nhiệm vụ Chỉ huy trưởng Bộ CHQS tỉnh Quảng Bình cho Đại tá Lê Văn Vỹ, Phó Chỉ huy trưởng kiêm Tham mưu trưởng Bộ CHQS tỉnh Quảng Bình.
Ngày 11 tháng 7 năm 2019, tại kỳ họp thứ 10 Hội đồng nhân dân tỉnh Quảng Bình khóa 17, Hội đồng nhân dân đã miễn nhiệm chức danh Ủy viên UBND tỉnh Quảng Bình, nhiệm kỳ 2016-2021 đối với Thiếu tướng Nguyễn Văn Man, nguyên Chỉ huy trưởng Bộ Chỉ huy Quân sự tỉnh Quảng Bình, nguyên Ủy viên Ban Thường vụ Tỉnh ủy Quảng Bình, do ông đã chuyển công tác khác.
Ngày 17 tháng 10 năm 2020 Tổng Bí thư, Chủ tịch nước Nguyễn Phú Trọng đã truy tặng Huân chương Bảo vệ Tổ quốc hạng nhất cho 2 tướng quân đội gồm: Thiếu tướng Nguyễn Văn Man, Phó tư lệnh Quân khu 4 và Thiếu tướng Nguyễn Hữu Hùng, Phó cục trưởng Cục Cứu hộ Cứu nạn, Bộ Tổng tham mưu Quân đội nhân dân Việt Nam.

### Đại biểu Quốc hội Việt Nam nhiệm kì 2016-2021

#### Kì họp thứ hai
Ngày 22 tháng 5 năm 2016, Nguyễn Văn Man trúng cử Đại biểu Quốc hội Việt Nam khóa 14 tại đơn vị bầu cử sô1 tỉnh Quảng Bình gồm thị xã Ba Đồn và các huyện Minh Hóa, Tuyên Hóa, Quảng Trạch, được 188.441, đạt tỉ lệ 82,65%.
Ngày 7 tháng 11 năm 2016, thảo luận về dự án Luật quản lý sử dụng vũ khí, vật liệu nổ và công cụ hỗ trợ, ông cho rằng "không cần thiết phải giao việc nghiên cứu, chế tạo, sản xuất, kinh doanh, sửa chữa vũ khí cho các tổ chức, doanh nghiệp Bộ Công an" mà "nên dồn nguồn lực cho Bộ Quốc phòng để tránh tình trạng đầu tư dàn trải" và làm tăng biên chế nhân viên.

#### Bảo vệ người tố cáo
Sáng ngày 24 tháng 5 năm 2018, tại biểu Thảo luận về dự án Luật Tố cáo (sửa đổi) tại kỳ họp thứ 5, Quốc hội khóa 14, ông cho rằng cần bảo vệ người tố cáo, vì "ngay cả khi việc tố cáo đã được giải quyết thì người tố cáo cùng người thân của họ vẫn có thể bị đe dọa, nguy hiểm".

## Gặp nạn và hy sinh
Chiều ngày 11/10 Bộ tư lệnh Quân khu 4 đã quyết định thành lập Sở chỉ huy tiền phương tại huyện Phong Điền, tỉnh Thừa Thiên-Huế do Thiếu tướng Nguyễn Văn Man, Phó tư lệnh Quân khu 4 trực tiếp chỉ huy. Đến đêm 12 rạng sáng 13 tháng 10 năm 2020, khi dẫn đầu đoàn cứu hộ các công nhân ở thủy điện Rào Trăng 3 (Thừa Thiên Huế) bị vùi lấp do mưa lũ gây sạt lở đất trong đợt Lũ lụt miền Trung Việt Nam năm 2020, Thiếu tướng Nguyễn Văn Man đã bị vùi lấp trong một vụ sạt lở đất khác cùng 12 người của đoàn cứu hộ (trong đó có Thiếu tướng Nguyễn Hữu Hùng), 8 người thoát được. Ngày 15 tháng 10 năm 2020, thi thể của ông được lực lượng cứu hộ tìm thấy.
Tang lễ được tổ chức theo nghi thức cấp cao của quân đội.

## Lịch sử thụ phong quân hàm
| Năm thụ phong | 1989                                         | 1993                                                | 1996                                      | 2000                                    | 2004                                                 | 2012                                      | 2016                                             | 2020                                            |
| ------------- | -------------------------------------------- | --------------------------------------------------- | ----------------------------------------- | --------------------------------------- | ---------------------------------------------------- | ----------------------------------------- | ------------------------------------------------ | ----------------------------------------------- |
| Quân hàm      | Tập tin:Vietnam People's Army Lieutenant.jpg | Tập tin:Vietnam People's Army Senior Lieutenant.jpg | Tập tin:Vietnam People's Army Captain.jpg | Tập tin:Vietnam People's Army Major.jpg | Tập tin:Vietnam People's Army Lieutenant Colonel.jpg | Tập tin:Vietnam People's Army Colonel.jpg | Tập tin:Vietnam People's Army Senior Colonel.jpg | Tập tin:Vietnam People's Army Major General.jpg |
| Cấp bậc       | Trung úy                                     | Thượng úy                                           | Đại úy                                    | Thiếu tá                                | Trung tá                                             | Thượng tá                                 | Đại tá                                           | Thiếu tướng                                     |

## Khen thưởng
Trong quá trình chiến đấu và công tác, Nguyễn Văn Man đã được tặng thưởng:

### Huân Huy chương
|  |  |  |  |  |  |
|  |  |  |  |  |  |

| Huân chương Bảo vệ Tổ quốc hạng Nhất Có thành tích xuất sắc đột xuất trong thực hiện nhiệm vụ cứu hộ, cứu nạn đợt mưa lũ tại thủy điện Rào Trăng 3 (17/10/2020) | Huân chương Bảo vệ Tổ quốc hạng Nhất Có thành tích xuất sắc đột xuất trong thực hiện nhiệm vụ cứu hộ, cứu nạn đợt mưa lũ tại thủy điện Rào Trăng 3 (17/10/2020) | Huân chương Chiến công hạng Nhì (–) | Huân chương Chiến công hạng Nhì (–) | Huy chương Quân kỳ Quyết thắng Phục vụ liên tục trong Quân đội nhân dân từ 25 năm trở lên và hoàn thành tốt nhiệm vụ trong thời gian tại ngũ (–) | Huy chương Quân kỳ Quyết thắng Phục vụ liên tục trong Quân đội nhân dân từ 25 năm trở lên và hoàn thành tốt nhiệm vụ trong thời gian tại ngũ (–) |
| Huân chương Chiến sĩ vẻ vang hạng Nhất Có công lao trong việc xây dựng Quân đội Nhân dân Việt Nam và phục vụ tại ngũ liên tục 20 năm trở lên (–)                | Huân chương Chiến sĩ vẻ vang hạng Nhất Có công lao trong việc xây dựng Quân đội Nhân dân Việt Nam và phục vụ tại ngũ liên tục 20 năm trở lên (–)                | Huân chương Chiến sĩ vẻ vang hạng Nhì Có công lao trong việc xây dựng Quân đội Nhân dân Việt Nam và phục vụ tại ngũ liên tục 15 năm trở lên (–) | Huân chương Chiến sĩ vẻ vang hạng Nhì Có công lao trong việc xây dựng Quân đội Nhân dân Việt Nam và phục vụ tại ngũ liên tục 15 năm trở lên (–) | Huân chương Chiến sĩ vẻ vang hạng Ba Có công lao trong việc xây dựng Quân đội Nhân dân Việt Nam và phục vụ tại ngũ liên tục 10 năm trở lên (–)   | Huân chương Chiến sĩ vẻ vang hạng Ba Có công lao trong việc xây dựng Quân đội Nhân dân Việt Nam và phục vụ tại ngũ liên tục 10 năm trở lên (–)   |

## Gia đình
Vợ ông là bà Trần Thị Quảng Bình. Hai ông bà có với nhau ba người con: con gái lớn tốt nghiệp đại học, con gái thứ hai đang học lớp 12 và cậu con trai út học lớp 8.

## Câu nói nổi tiếng
| “ | Nhân dân đang cần chúng ta đến, thì bất luận có hy sinh cũng phải đến. | ” |